# Narcís Martí Filosia
Narcís Martí Filosia (Palafrugell, 15 settembre 1945) è un ex calciatore spagnolo.
In attività giocava nel ruolo di centrocampista. Ha giocato per tutta la sua carriera esclusivamente con le maglie di squadre catalane, nello specifico Condal, Barcellona e Sant Andreu.

## Palmarès

### Club
- Campionato spagnolo: 1

Barcellona: 1973-1974
- Coppa di Spagna: 2

Barcellona: 1967-1968, 1970-1971
- Coppa delle Fiere: 1

Barcellona: 1965-1966